# Себу
Себу́ (таг. и англ. Cebu, исп. Cebú, себ. Sugbo) — остров в центральной части Филиппинского архипелага. Основной остров провинции Себу. Площадь — 4408 км². Население — 3 332 585 человек (2020). Одноимённый административный центр острова является старейшим городом на Филиппинах.

## География
С запада пролив Таньон отделяет Себу от острова Негрос, с востока пролив Себу от острова Бохол, на северо-востоке море Камотес отделяет от острова Лейте. Остров окружают 167 небольших островов, наиболее крупные из них Мактан, Бантаян, Малапаскуа, Оланго и архипелаг Камотес.

## Климат
Климат тропический — жаркий и влажный, среднегодовая температура +26,5 °C. С мая по октябрь на островах дует юго-западный муссон «хабакат», в ноябре-апреле — сухие ветры «амихан».

## Рельеф
Рельеф Себу представлен известняковыми плато, прибрежными равнинами, пологими холмами и горными хребтами, пересекающими остров на юге и севере. Горы достигают высоты более 1000 м. В юго-западной части острова находятся водопады, в том числе самый известный водопад Кавасан.

## История
Первое посещение европейцев зафиксировано в 1521 году в ходе первого кругосветного плавания под руководством Фернана Магеллана, который вскоре был убит вождём соседнего острова по имени Лапу-Лапу. На острове Мактан имеются памятники Магеллану и убившему его вождю.

## Природные ресурсы
На острове выращивают кукурузу, табак, хлопок, сахарный тростник, кокосовую пальму. Добывают бурый уголь, медь, золото, серебро.